# Ondarza (Adelsgeschlecht)

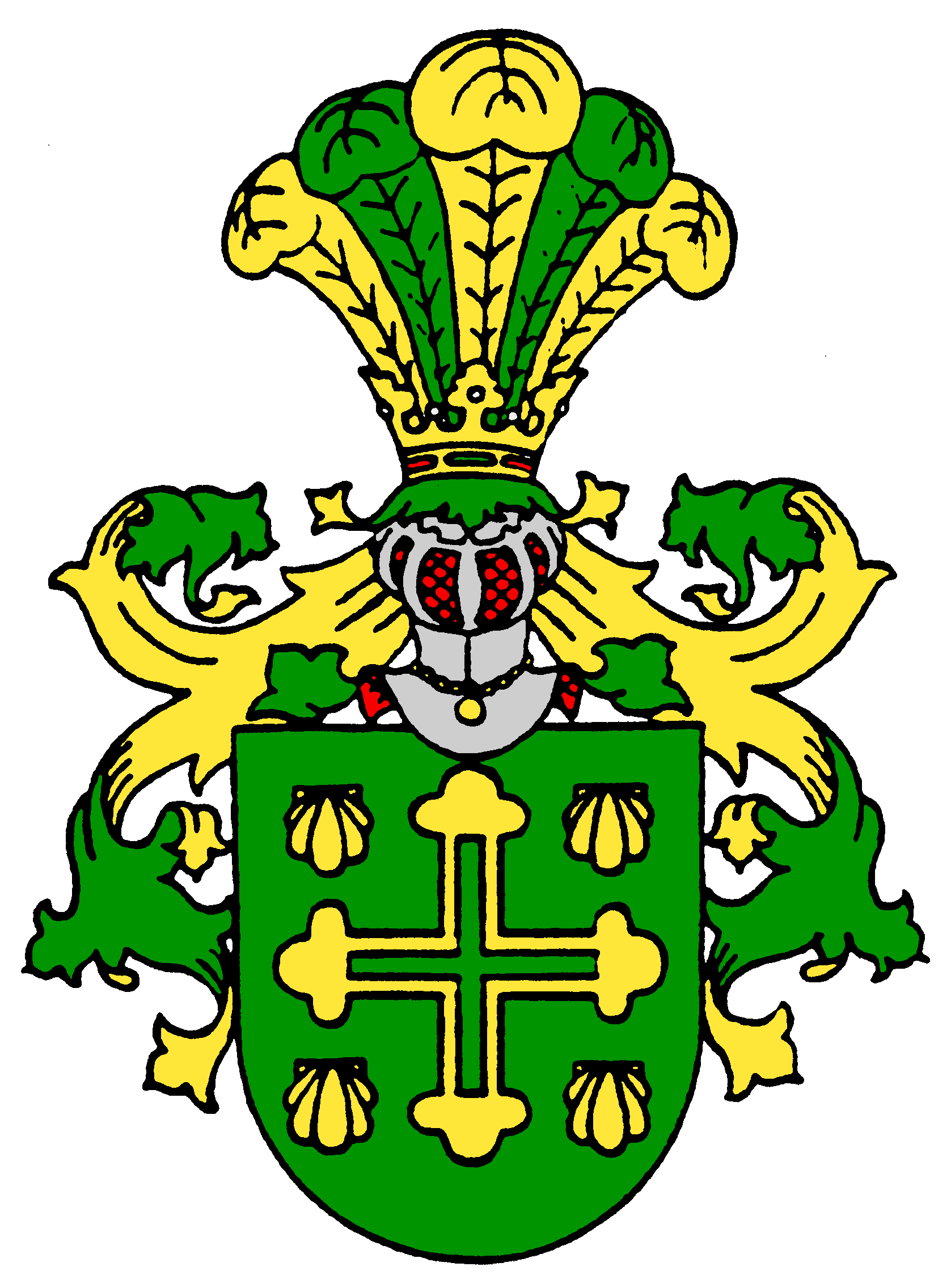
Wappen derer von Ondarza

Ondarza ist der Name eines alten spanischen Adelsgeschlechts aus der Provinz Guipuzcoa, das 1896 in den deutschen Adel aufgenommen wurde.

## Geschichte
Das Familie Ondarza ist ein Adelsgeschlecht (infanzona), dessen Name bereits im Zusammenhang mit der Schlacht am Río Guadalete (19.–26. Juli 711) erwähnt wird, die durch den Tod des Gotenkönigs Roderich den Untergang des Westgotenreiches markiert.
Im Kantabrischen Gebirge fand ein Teil des westgotischen Adels, darunter die Ondarza, Zuflucht. Ihren ursprünglichen Stammsitz hat die Familie in dem baskischen Ort Gipuzkoa (Bergara, span. Vergara) in der Nähe des Flusses Deba. Darauf bezieht sich auch der Name Ondarza, der in der baskischen Sprache „sandige Gegend“ bedeutet. Ein weiterer Stammsitz lag in der Ortschaft Zualda in der Provinz Bizkaia, von wo aus die Familie weitere Stammhäuser in anderen Orten Navarras und der baskischen Provinzen gründete. Das goldene Kreuz auf grünem Grund im Wappen der Familie Ondarza wurde ihr in Anerkennung der militärischen Leistung zweier Brüder aus der Familie bei der Eroberung Granadas verliehen. An der Wende zum 17. Jahrhundert ist Miguel de Ondarza hervorzuheben, Sekretär und Truppenbefehlshaber unter König Philipp III. (1598–1621).
Der Weg nach Deutschland wurde durch Ulpiano de Ondarza (1832–1893) gelegt. Don Ulpiano war Reeder, erst in Bilbao dann in Hamburg, und verheiratet mit der deutschen Kaufmannstochter Augusta Melosch. In Deutschland beginnt das Geschlecht seine Stammreihe mit Manuel Antonio de Ondarza (urkundl. 1835). Dessen Sohn Ramon de Ondarza (* 1874, † 1950) wurde am 14. Dezember 1896 als Offizier in den preußischen Adelsstand erhoben. Seine Brüder Herbert (* 1878, † 1971, Offizier) bekamen am 6. September 1907 und der älteste Bruder Manuel (* 1872, † 1950, Pastor) am 8. Juni 1909 die mecklenburgisch-schwerinsche Adelsanerkennung.

## Wappen

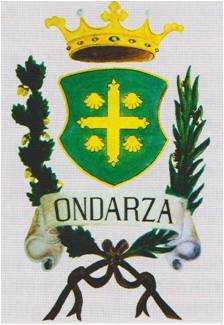
Spanische Wappendarstellung

Das Wappen von 1896 zeigt in Grün ein von vier goldenen Jakobsmuscheln bewinkeltes, durchbrochenes goldenes Lilienkreuz. Auf dem Helm mit grün–goldenen Helmdecken fünf abwechseln goldene und grüne Straußenfedern.

## Bekannte Familienmitglieder
- Herbert von Ondarza (1878–1971), Generalleutnant der Wehrmacht
- Henning von Ondarza (* 1933), deutscher Offizier